# Metopomyza nigripes
Metopomyza nigripes är en tvåvingeart som beskrevs av Spencer 1981. Metopomyza nigripes ingår i släktet Metopomyza och familjen minerarflugor. Inga underarter finns listade i Catalogue of Life.